# Chile na Mistrzostwach Świata w Lekkoatletyce 2017
Chile na Mistrzostwach Świata w Lekkoatletyce 2017 – reprezentacja Chile podczas mistrzostw świata w Londynie liczyła 9 zawodników, którzy nie zdobyli żadnego medalu.

## Skład reprezentacji
Mężczyźni
| Zawodnik       | Konkurencja         | Eliminacje | Eliminacje | Finał    | Finał   |
| Zawodnik       | Konkurencja         | Rezultat   | Pozycja    | Rezultat | Pozycja |
| -------------- | ------------------- | ---------- | ---------- | -------- | ------- |
| Víctor Aravena | bieg na 5000 metrów | DNS        | DNS        | NQ       | NQ      |
| Manuel Cabrera | maraton             | —          | —          | 2:24:08  | 55.     |
| Leslie Encina  | maraton             | —          | —          | 2:22:10  | 49.     |
| Enzo Yáñez     | maraton             | —          | —          | DNF      | –       |
| Yerko Araya    | chód na 20 km       | —          | —          | 1:23:46  | 39.     |
| Edward Araya   | chód na 50 km       | —          | —          | DSQ      | DSQ     |

Kobiety
| Zawodniczka     | Konkurencja        | Eliminacje | Eliminacje | Półfinał | Półfinał | Finał    | Finał   |
| Zawodniczka     | Konkurencja        | Rezultat   | Pozycja    | Rezultat | Pozycja  | Rezultat | Pozycja |
| --------------- | ------------------ | ---------- | ---------- | -------- | -------- | -------- | ------- |
| Isidora Jiménez | bieg na 200 metrów | 23,89      | 41.        | NQ       | NQ       | NQ       | NQ      |

| Zawodniczka    | Konkurencja    | Kwalifikacje | Kwalifikacje | Finał | Finał   |
| Zawodniczka    | Konkurencja    | Wynik        | Pozycja      | Wynik | Pozycja |
| -------------- | -------------- | ------------ | ------------ | ----- | ------- |
| Natalia Duco   | pchnięcie kulą | 17,66        | 15.          | NQ    | NQ      |
| Karen Gallardo | rzut dyskiem   | 52,81        | 29.          | NQ    | NQ      |